# Bergvattenån
Bergvattenån är ett vattendrag i södra Lappland, Dorotea kommun. Längd ca 26 km, inkl. källflöden ca 84 km. Avrinningsområdet är 773 m².  
Bergvattenån kommer närmast från Laiksjön (292 m ö.h.) sydost om Dorotea och rinner åt nordväst förbi Dorotea samhälle (f d Bergvattnet) och Avaträsk by till Ormsjön (261-267 m ö.h.). Bergvattenåns källflöden är Fjällån och Sallsjöån.  